# Vlastimil Koubek
Vlastimil Koubek (17 de marzo de 1927 – 15 de febrero de 2003) fue un arquitecto checo-estadounidense que diseñó más de 100 edificios, su mayoría en la zona metropolitana de Washington D. C. Hasta su muerte, diseñó estructuras con un valor de más de $2 000 millones. La mayoría de su trabajo es de estilo Modernista, aunque también realizó algunas estructuras con otros estilos de Arquitectura popular.  Desarrolló el plano de emplazamiento para la reorganización de Rosslyn, Virginia, así como el Centro Ames, el cual sirvió como punto de ancla para la recuperación económica del área. A su vez, diseño el World Building en Silver Spring (Maryland), el cual estelarizó la remodelación del centro de la ciudad y el hotel L'Enfant Plaza en Washington D. C. entre otras varias edificaciones más. En 1985, la revista "Washingtonian" lo nombró como una de las 20 personas "que en los últimos 20 años han tenido el mayor impacto en la manera en la que vivimos y alteraron la imagen de Washington para siempre". En 1988, el periódico Washington Post dijo que la renovación que realizó en el hotel Willard fue uno de los 28 proyectos del área que contribuyó significativamente a la apariencia de Washington D. C.

## Primeras etapas
Vlastimil Koubek nació en Brno, Checoslovaquia y se graduó como arquitecto de la Faculta de Arquitectura de la Universidad Técnica Checa. Posterior a su graduación, trabajó en diferentes firmas de arquitectura checas diseñando edificios para oficinas.
Debido a que él y su padre sostenían fuertes creencias anticomunistas, Koubek decidió mudarse de Checoslovaquia después del Golpe de Praga en febrero de 1948. Trató de cruzar la frontera hacia zona de ocupación aliada de Alemania, pero sus intentos no rindieron frutos. Sin embargo, un segundo intentó en julio resultó fructuoso Koubek emigró al Reino Unido en octubre de 1948, donde trabajó en una fábrica de ladrillos como dibujante para ciudad de Gloucester y el condado de Gloucestershire; a su vez trabajó como dibujante para el Ministerio de Obras Públicas y locutor para el servicio de noticias en lengua checa de la BBC. Conoció a su futura esposa, Eva, en una librería en Londres. Eva nació en Praga, hija de un official de la armada checa. Su hermano, a quien rescató posteriormente, fue encarcelado en un campo de concentración en la Alemania Nazi durante la Segunda Guerra Mundial.
La pareja emigró a los Estados Unidos a través de Isla Ellis el 8 de febrero de 1952 e inicialmente se instaló en la ciudad de Nueva York. A su llegada, poseían 6 dólares en sus bolsillos. Se casaron en Nueva york el 9 de agosto de 1952, siendo Eva, la única con recursos económicos, pagó la licencia para casarse con valor de dos dólares. Él trabajo como dibujante para la firma arquitectónica de Emery Roth and Sons,  la más grande de la ciudad en su ramo,  y como diseñador destacado de edificios de oficinas por un año. En 1953, Koubek se enlistó en el ejército de los Estados Unidos, donde trabajó para la Unidad de Exposiciones del Ejército (unidad que crea exhibiciones y presentaciones sobra la historia del ejército, organización y cultura para el público). La pareja se naturalizó como ciudadanos de los Estados Unidos y se mudó a Washington D. C., y posteriormente tuvieron una hija, llamada Jana. Koubek trabajó brevemente para el estudio de arquitectura Edward Weihe.

## Carrera

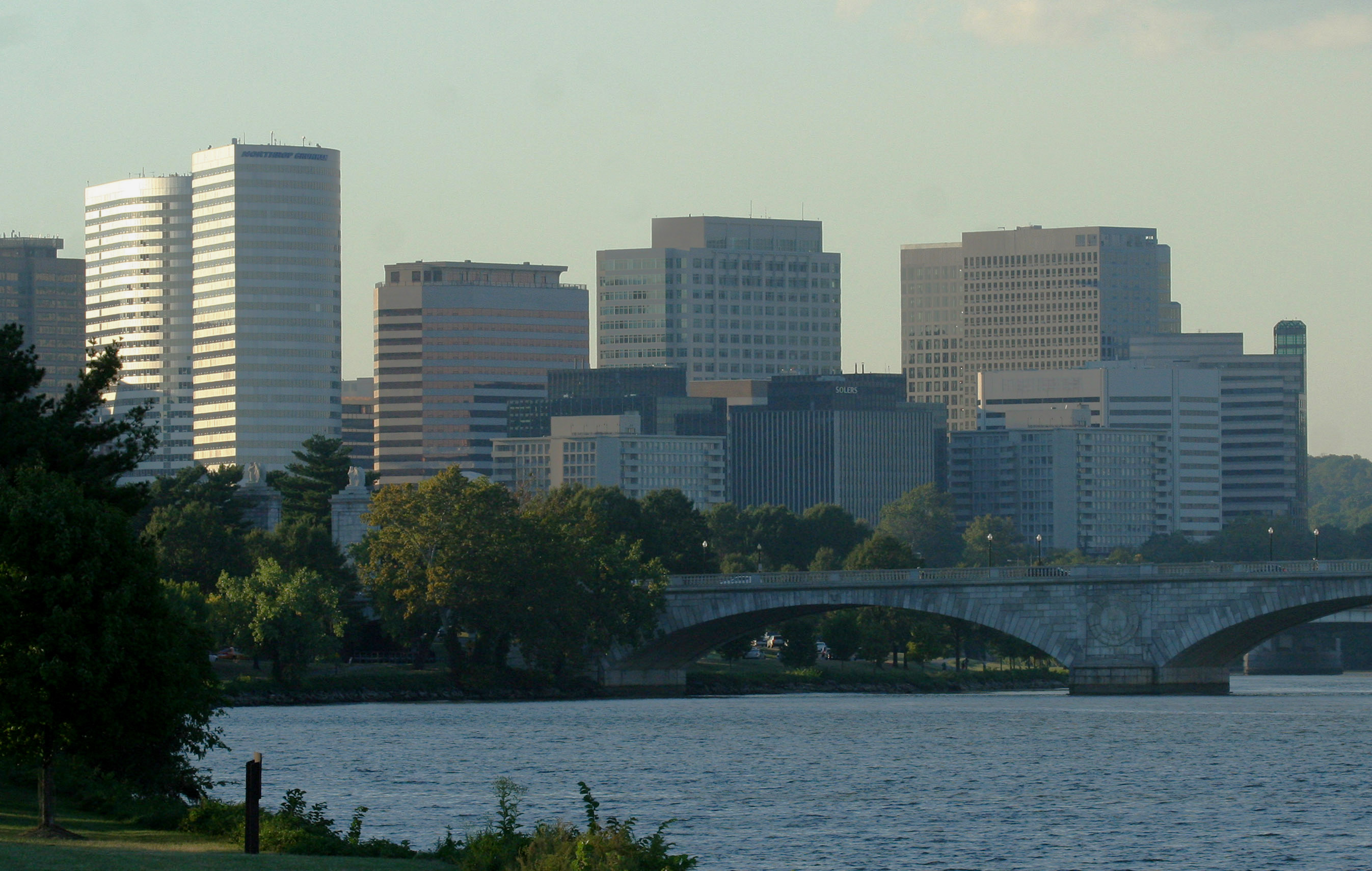
Rosslyn, Virginia, en 2007. Koubek fue responsable del plano maestro el cual fue la guía para la reurbanización

Vlastimil Koubek acreditó su examen de arquitectura y fundó Koubek Arquitectos en 1957. Uno de sus primeros encargos en ser construido fue el Centro Médico Southern Maryland en Clinton, Maryland. Su primer gran comisión en la zona fue para el 1701 Pennsylvania Avenue NW, un edificio de 13 pisos con una fachada de aluminio anodizado en oro y mármol blanco. Pero la Comisión de Bellas Artes de Estados Unidos, que tenía la autoridad de aprobación del diseño sobre todos los edificios privados adyacentes a los edificios federales en la ciudad, se opuso a esta fachada. Koubek presentó un diseño corregido con grandes ventanas octogonales de mármol con costillas rebajadas de bronce de aluminio, que no solo fue aceptado, sino también muy bien elogiado por el arquitecto influyente Federico Gutheim como diseño arquitectónico impulsor  "a plazo de 10 años." Un diseño similar se creó para la fachada de One Farragut Square South, cuya construcción comenzó en noviembre de 1960. Un edificio más modernista con paredes de cristal fue planeado en octubre de 1961 para el 1666 Connecticut Avenue NW (la esquina suroeste de Connecticut Avenue NW y R Street NW).

### Rosslyn
Koubek fue instrumental en ayudar a reconstruir Rosslyn, Virginia, un área no incorporada del Condado de Arlington directamente al otro lado del río Potomac del barrio de Georgetown, en Washington D. C. En 1960, Rosslyn fue a una zona de bares de mala fama, casas de empeño, industria pequeña, y lotes de coches usados. Sin embargo, el valor del suelo en Rosslyn se había revalorizado significativamente al alza, y con el fin de aprovechar el auge de la construcción que creían que estaba por venir, los planificadores del condado de Arlington requirieron planos que hicieran hincapié en edificios altos y aislados. En 1961, Koubek realizó un plano para los 80 acres (32,37485136 ha) de terreno alrededor de lugar propuesto para el Centro Ames  (un área que representaba aproximadamente la mitad de la superficie total de la zona de Rosslyn). Koubek también fue el arquitecto del Centro Ames, un complejo que incluía un edificio de 13 pisos de oficinas, bancos, iglesia, y el auditorio cívico ubicado en 1820 N. Fort Myer Drive.
La construcción del Centro Ames y la aprobación de un plano para el área alrededor del mismo llevó a la reconstrucción económica y arquitectónica para la reorganización de Rosslyn, Koubek también desarrolló el plano para el área delimitada por Wilson Boulevard, North Arlington Ridge Road, la calle 19 Norte, y el norte de Kent Street. Esto incluye los complejos de apartamentos London House y Normandy House. Aunque también propuso la construcción de dos complejos de apartamentos en el centro de la zona, tres edificios de oficinas se construyeron en su lugar. London House abrió sus puertas en enero de 1965.

### Otras obras en la década de 1960
Numerosos encargos llegaron a sus manos a lo largo de la década de 1960. El edificio Jefferson (1225 19th Street NW), construido en 1963, fue una estructura de ocho pisos revestida con vidrio y mármol, y el primer rascacielos de la ciudad con un interior sin columnas. Se convirtió en la ubicación del exclusivo restaurante de carne The Palm en diciembre de 1972. Más tarde ese año, diseñó un edificio al otro lado de la calle (1234 19th Street NW), el cual incorporó ventanas de vidrio solarizado, paneles de bronce oscuro y nervaduras de aluminio de color marrón oscuro. Fue también el arquitecto principal del World Building (8121 Georgia Avenue ) en Silver Spring (Maryland). El World Building ayudó a revitalizar el tan deteriorado distrito comercial del centro de Silver Spring y se convirtió en la sede de las estaciones de radio de mayor audiencia, la WWRC y la WGAY. Uno de los esfuerzos menos notables de Koubek fue el de construir en 1963 cinco pisos del Ray Building (4905 Del Ray Avenue) en Bethesda (Maryland), un edificio de oficinas considerado bastante soso, con un ático revestido de ladrillo gris. En 1964, Koubek recibió su primer encargo desde fuera del Distrito de Columbia y sus alrededores inmediatos. Se trataba de Horizon House (ubicado en 1.101 N. Calvert Street, en Baltimore, Maryland), un edificio de apartamentos de 18 pisos con piscina en la azotea y con una zona comercial en la planta baja, en el histórico barrio de Mount Vernon.
En marzo de 1963, creó un diseño para 1050 31st Street NW, un edificio de estilo federalista de ladrillo rojo, primer estructura no modernista que diseñó. Koubek se había propuesto inicialmente en 1961 un edificio con un primer piso todo de cristal y los pisos superiores de piedra expuesta, pero la Comisión de Bellas Artes rechazó su diseño debido a que era demasiado moderno. Tras el rediseño de su edificio conforme a los lineamientos federalistas, la Comisión aprobó el diseño pero la junta de zonificación D.C. se negó a aprobarlo debido a los cambios. La junta de zonificación también estaba descontenta con la forma en que Koubek pretendía ocultar el ascensor y aire acondicionado en el techo. Después del rediseño de la azotea, el edificio comenzó a construirse en marzo de 1963. Fue el primer edificio principal de oficinas en ser construido en Georgetown frente al mar en 50 años. Antiguamente albergaba la empresa de publicidad Henry J. Kaufman. Ahora es la sede del Centro de Justicia Leonard M. Ring, de la Fundación Asociación Americana para la Justicia

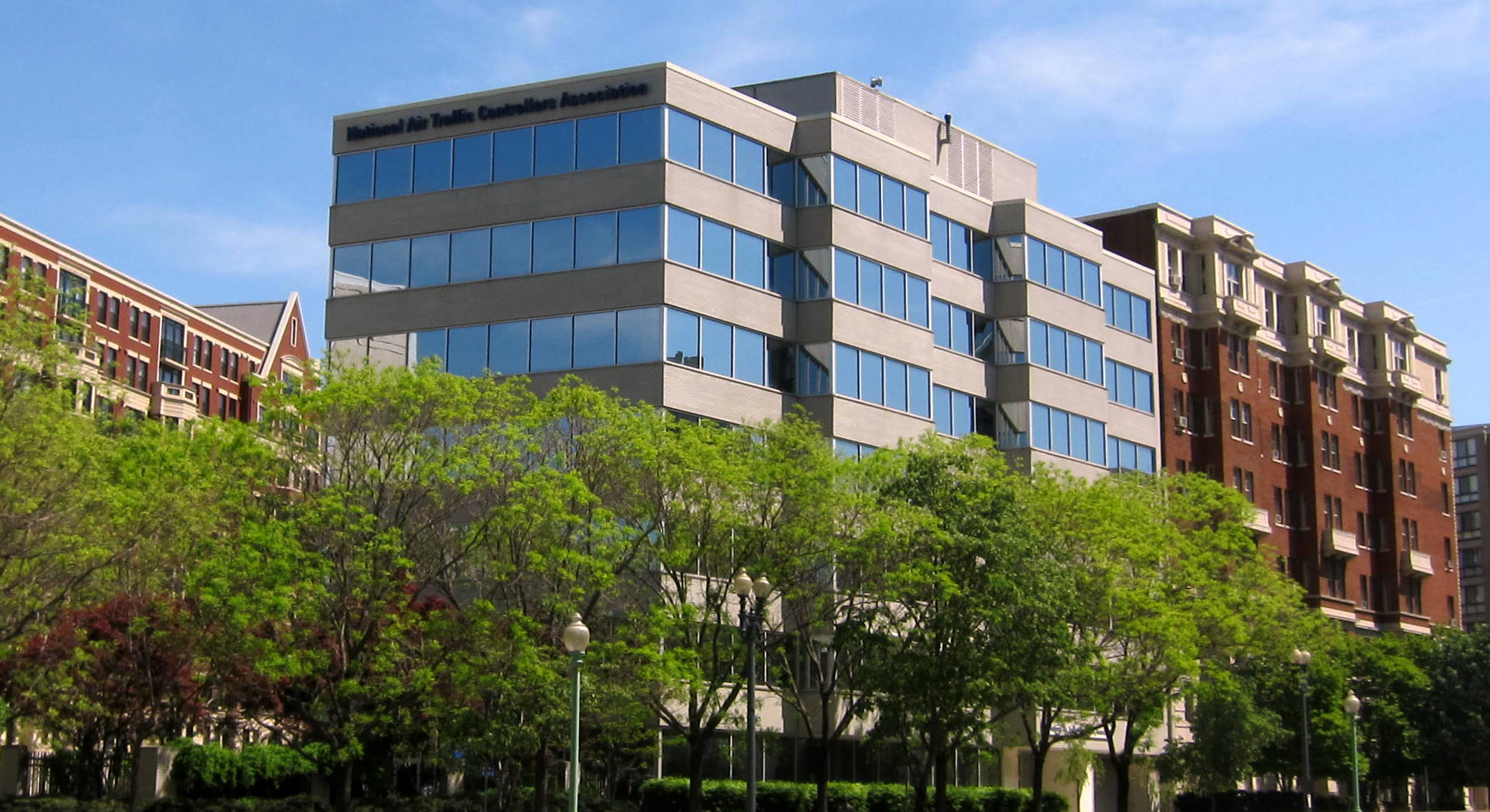
Diseño de Koubek para el 1325 de Massachusetts Avenue NW

La construcción del edificio Brawner (888 17th Street NW) comenzó en abril de 1963, un edificio de oficinas de 12 pisos en la plaza Farragut, que incorpora paneles de bronce oscuros y ventanas solarizadas como las de su edificio del 1234 de la calle 19. A finales de 1960, era uno de sus diseños más conocidos. En enero de 1964, Koubek diseñó lo que entonces era el edificio de oficinas más alto de la región metropolitana de DC, 19 pisos revestidos de acero y cristal negro conocidos como Barlow Building (5454 Wisconsin Avenue. En agosto, la familia Freed le encargó la construcción del edificio de apartamentos Chatham, el primero de gran altura e ingresos medios que se construiría entre las casas de dos pisos de estilo georgiano que conformaban los 125 acres (50, 58570525 ha)del distrito histórico de Buckingham. Su primera estructura residencial importante en DC fue un edificio de nueve pisos de apartamentos (ahora convertidos en condominios) en el 1800 de R Street NW, que abrió sus puertas en octubre de 1964. En abril de 1965, comenzó la construcción del edificio de siete pisos en el 1325 de Massachusetts Avenue NW, un edificio modernista con anchas franjas horizontales de ladrillo gris y vidrio. La estructura era la sede de la Asociación Nacional de Controladores de Tráfico Aéreo y del National Gay and Lesbian Task Force en 2011. Otro edificio principal de oficinas, en el 1200 de 17th Street, NW (en ese momento, la sede de la Asociación Americana de Psicología) abrió sus puertas en octubre de 1965. Era una estructura neo-brutalista con paneles repetitivos de hormigón pulido y ventanas rectangulares profundamente empotradas, y uno de los primeros edificios de oficinas de gran altura en la parte distrito comercial de la avenida Connecticut. Ese mismo año abrió su edificio de 18 pisos conocido como Ross Building (ahora conocido como Wytestone Plaza) en Richmond, Virginia, el primer rascacielos construido en la ciudad desde 1928, y el primer edificio de la pared de cristal construido en la ciudad. Koubek también fue arquitecto principal e inversionista del sindicato ("Reserva Once Asociados") que diseñó un edificio nuevos del Departamento deTrabajo de los Estados Unidos (DOL por sus siglas en inglés) en el 2 de Street NW y Constitution Avenue NW en 1966. El grupo propuso un acuerdo en el que se iba a construir el edificio, arrendarlo al gobierno federal durante 30 años, y luego donarlo al gobierno. El Congreso, al recortar fondos para la construcción e interesados en la propuesta de construcción / arrendamiento / donación, se negó a dar los fondos apropiados para la estructura DOL. Eventualmente, sin embargo, el sindicato de Koubek perdió la comisión, y un nuevo edificio DOL (diseñado conjuntamente por la empresa de Brooks, Barr, Graeber y White y la empresa de Pitts, Mebane, Phelps & White) se completó en 1974.
La producción de Koubek se desaceleró a finales de 1960. En febrero de 1967, la Oficina de Asuntos Nacionales (una editorial privada de noticias del gobierno) le encargó el diseño de un edificio modernista de seis pisos en el 1231 de 25th Street NW. (El marco de este edificio de cristal blanco y concreto de estilo neo-brutalista fue edificado en 2007, cuatro plantas fueron añadidas, y se unieron a la vez a una edificación existente y a una nueva estructura para crear apartamentos de lujo.) En octubre de 1967, comenzó la construcción de su diseño para el 1401 de I Street NW, al oeste de Franklin Square. (La sosa caja de cristal y acero fue sometida a una renovación de varios millones de dólares en 1991. Se le dio una fachada posmodernista de paneles de hormigón gris y granito marrón, la parte central del edificio en los lados sur y este se extendió un poco hacia afuera para romper la horizontalidad del edificio, así como un par columnas gemelas gigantes dóricas de seis pisos de altura no estructurales coronadas por una columnata y un entablamento. El edificio ahora se llama Franklin Tower.) En diciembre de 1967, Koubek diseñó una nueva sede para la Asociación Cinematográfica de Estados Unidos, en el 1601 de I Street NW, descrita como una "caja de cristal teñido de bronce sobre cerrados pilotes de hormigón". Otro crítico más tarde la describió como "elegante" y tan buena como el trabajo de I. M. Pei. La construcción de su edificio para One Dupont Circle NW comenzó en febrero de 1968, un edificio de oficinas de ocho pisos con nervios de hormigón verticales sobre paredes de cristal.

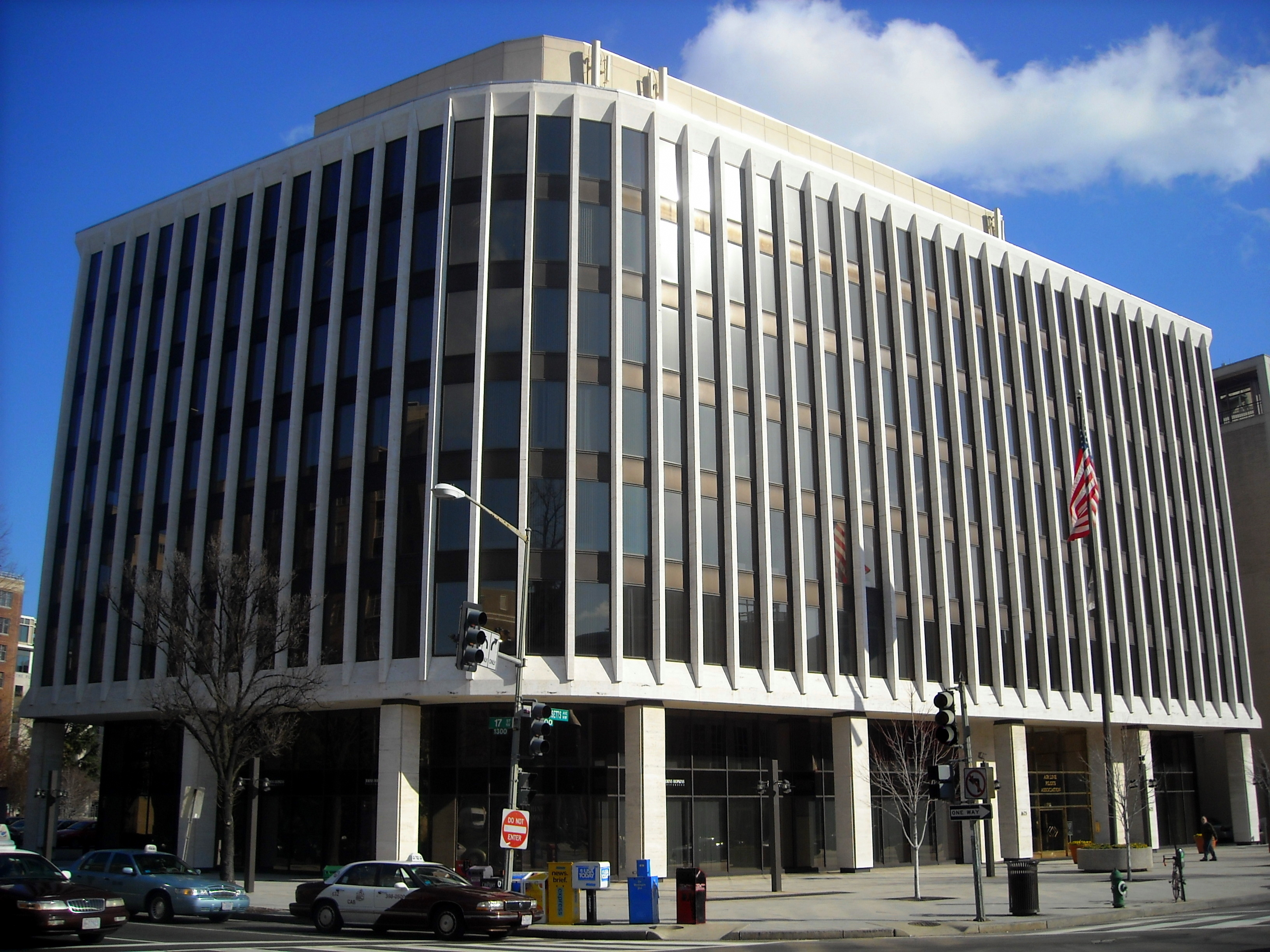
El edificio para la Asociación de pilotos de aerolíneas, en el 1625 de Massachusetts Avenue NW.

Mientras tanto , Koubek estaba en el trabajo de diseñar Bayfront Plaza, un complejo de hoteles "Rockefeller Center a escala reducida" de 50 millones, así como edificios de apartamentos, tiendas y muelles en el paseo marítimo de San Petersburgo, Florida. Propuesto en 1966, el proyecto se retrasó significativamente por las demandas legales de los ciudadanos locales. Los costos comenzaron a subir, las tasas de interés en los préstamos para el desarrollo propuestos se dispararon, y el proyecto fue cancelado en 1969. Koubek demandó al abogado Hubert Caulfield y al empresario Martín Roess , quien dirigió los desafíos legales contra Bayfront Plaza, por $ 7 millones, alegando acoso legal y abuso del proceso judicial. La Suprema Corte de Florida finalmente falló a favor de los desarrolladores, pero ya era demasiado tarde. Las partes llegaron a un acuerdo fuera de la corte en 1972 por una suma no revelada, y Koubek dijo que se estaba satisfecho con el acuerdo. Un edificio de oficinas de 23 pisos previsto para el centro de Roanoke, Virginia, en 1969 nunca fue construido.
Varios de los edificios de Koubek para clientes importantes comenzaron o completaron su construcción en 1969. El Willoughby , en el momento el edificio de apartamentos más alto en el área metropolitana de DC, se inauguró en el 4515 de Willard Avenue en Chevy Chase, Maryland, en enero. Koubek asistió a la ex primera dama Mamie Eisenhower y al desarrollador William Zeckendorf en la inauguración en febrero del West Building ( 475 L' Enfant Plaza SW; ahora sede del Servicio Postal de los Estados Unidos), con 640.000 pies cuadrados ( 59.000 m²) el edificio más alto de oficinas privadas en el momento en Washington. Ocho meses más tarde, abrió su cuartel general en el 1133 de 15th Street NW para Fannie Mae (empresa del mercado de compra-venta de hipotecas).

### Obras de los años 70s

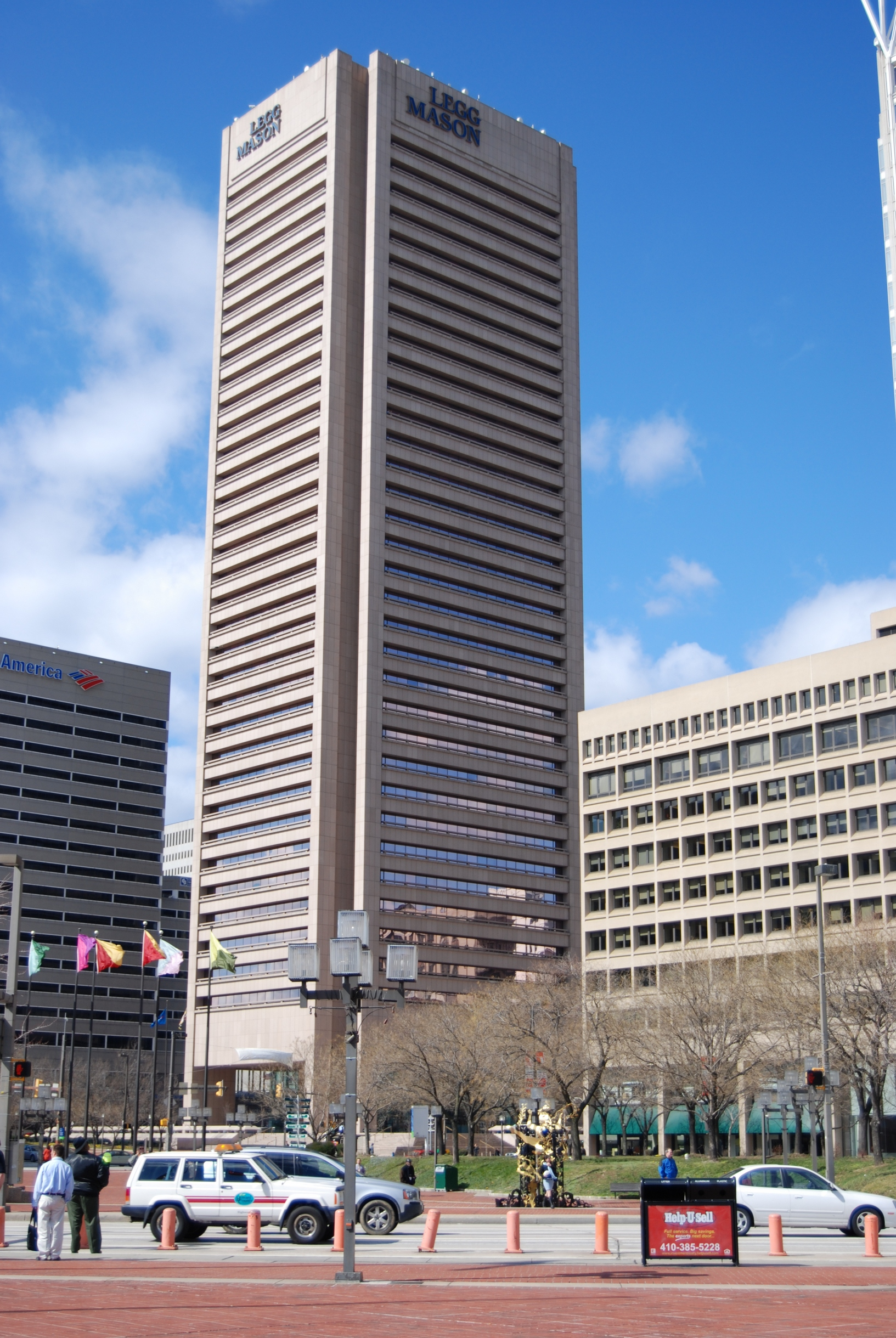
Edificio USF&G de Vlastimil Koubek (ahora Torre Transamericana), desde 2012 el edificio más alto en Baltimore y su monumento más prominente.

Comisiones adicionales de clientes importantes, así como edificios notables continuaron en la década de 1970. La construcción del diseño de Koubek para los 1.000.000 pies cuadrados (93.000 m²) del hotel y edificio de oficinas de $ 23.000.000 L'Enfant Plaza comenzó hasta junio de 1971. En julio de 1970, comenzó la construcción de su edificio de 37 pisos, con granito rosa para la compañía aseguradora americana United States Fidelity and Guaranty Company Building en Baltimore. Fue el edificio más grande de la época construido en los Estados Unidos en usa el método de encofrado deslizante de vertido continuo de hormigón. El edicto de la USF & G provocó con éxito la reactivación económica del Inner Harbor. Abierto en 1974, para el 2010 siguió siendo el edificio más alto de Baltimore. Cuarenta años más tarde, es considerado como un lugar emblemático de Baltimore. Richard Burns de Diseño Colectivo Inc. ha dicho: "En mi opinión, su torre USF& G, ahora Legg Mason, es uno de los mejores si no el mejor edificio de oficinas en el centro de Baltimore. Es simple, directo y honesto ..." David Wallace, cuya firma Wallace Roberts y Todd diseñó el plano maestro para el Inner Harbor, declaró que era la "pieza clave para el Inner Harbor. Si lo miras desde un barco, es un punto de referencia en una esquina del Inner Harbor, señalando la ubicación donde el distrito central de negocios se encuentra con la costa." La construcción de su edificio de oficinas de ocho pisos en 2021 de K street NW comenzó en noviembre de 1970. En el verano de 1971, completó su plano para Friendship Heights, un sitio de 150 acres (60,7028463 ha) localizado a lo largo de la frontera entre el distrito de Columbia y Maryland en Friendship Heights/Friendship Village. El plan contemplaba varios edificios altos de oficinas, un circuito alrededor del sitio, explanadas peatonales, y varios centros comerciales de varios pisos agrupados alrededor de la intersección de la avenida Wisconsin y la avenida Western. (El proyecto fue construido a lo largo de la década de 1970 y en la década de 1980). En marzo de 1971, la Asociación Automovilística Estadounidense le encargó el diseño de un edificio sede de 10 millones y seis pisos en el 8111 de Gatehouse Road en Fairfax, Virginia. Ocho meses más tarde, la Asociación de Pilotos de Aerolíneas (ALPA) comenzó la construcción de un cuartel diseñado por Koubek en el 1625 de Massachusetts Avenue NW, a tres cuadras al noroeste de su edificio de oficinas de 1965 y enfrente de la Embajada de Filipinas. En marzo de 1974, el desarrollador Melvin Lenkin encargó a Koubek el diseño de un edificio modernista de cristal para el 1900 de M Street NW. Koubek diseñó un edificio cubista de ocho pisos con una fachada de cristal; esquina frontal con un corte en voladizo; y una galería comercial en la planta baja. En marzo de 1975, el Banco Nacional de Washington, uno de los bancos más antiguos y con más historia de la ciudad, le encargó un nuevo centro de operaciones (4340 Connecticut Avenue NW). En mayo de 1975, Koubek se unió a un consorcio de prominentes arquitectos locales para diseñar el complejo de edificios de Washington Harbor en la zona costera de Georgetown. El comple de edificios de tres cuadras , que contenía condominios de lujo, oficinas, restaurantes, tiendas de lujo, un muelle, y una plaza, fue la primera remodelación a gran escala de la costa de Georgetown en la historia de la ciudad. A finales de 1975, el New York Times informaba de que la firma de Koubek había diseñado aproximadamente la mitad de los edificios de oficinas construidos en el Distrito de Columbia desde la década de 1950.

### Renovación del hotel Willard

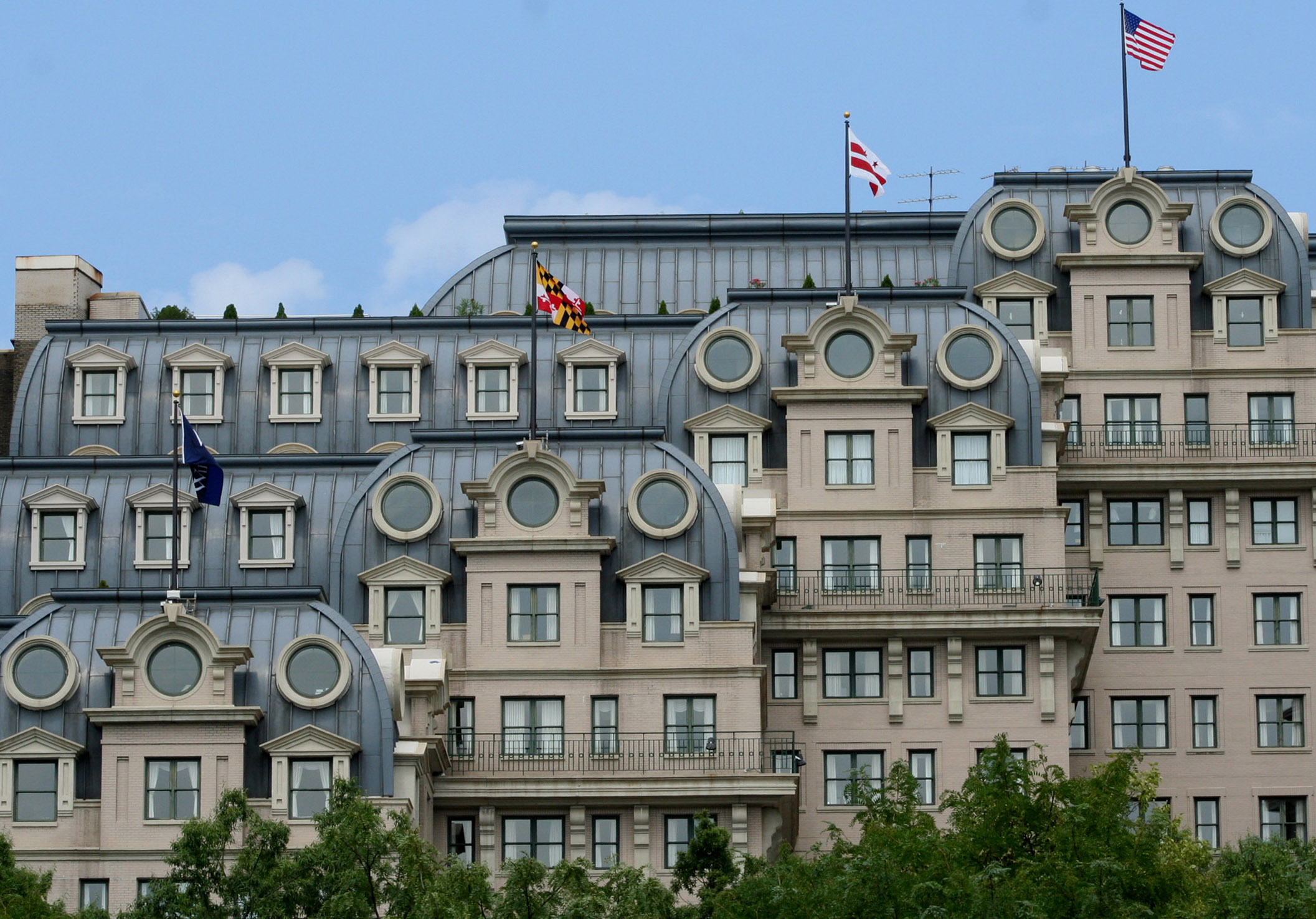
Hotel Willard, con diseño de Hardy Holzman Pfeiffer Associates e implementación por Vlastimil Koubek.

En 1974 , Koubek fue contratado para ayudar a renovar el histórico Hotel Willard. El hotel original (comprendido por seis casas unidas entre sí ) fue construido en 1816, renovado y ampliado por el arrendatario Henry Willard en 1847, pero se convirtió en la actual estructura de 12 pisosen 1901. Debido a la mala gestión y la competencia de los hoteles más modernos, el Willard cerró sus puertas en 1968. Con la reurbanización de la Avenida Pennsylvania en los años 1960 y 1970 , el Willard fue amenazado en varias ocasiones con la demolición. En mayo de 1974, el Fondo Nacional para la Preservación Histórica pagó a Koubek $ 25,000 para que encontrara la manera de salvar el hotel , ya sea como un hotel, como una estructura de uso mixto , o como un edificio de oficinas. Los propietarios del Willard, Charles Benenson y Robert Arnow, habían encargado antes a Koubek diseñar un moderno edificio de oficinas para el sitio que habría requerido la demolición de la estructura.
En última instancia, la firma de arquitectura de la ciudad de Nueva York, Hardy Holzman Pfeiffer Associates, lo contrató para dirigir la renovación y ampliación de un hotel. Después de que esta firma se retiró del proyecto, Koubek ejecutó su concepto, supervisando el trabajo hasta la reapertura del hotel en 1986. Declarando el diseño digno de "auténtica distinción arquitectónica," el crítico arquitectónico del Washington Post, Benjamin Forgey señaló que Koubek fue responsable de la adición de las gigantes ventanas oculares en el complejo de oficinas, la entrada de mármol con su dosel de mármol y columnas, y la reestructuración del patio diagonal entre el hotel original y las adiciones de oficina. Forgey concluyó que "... muchos de los detalles, como las tiendas exquisitas o la secuencia de las pilastras, entablamentos y cornisas en el mismo patio alargado, son una delicia para los ojos ". El crítico Paul Goldberger, que escribe para el New York Times, declaró e 1986 la renovación como ingeniosa. En 1988, el Capítulo de Washington del Instituto Americano de Arquitectos dio su Premio a la Excelencia en 1988 a Koubek para el diseño y renovación del hotel Willard.

### Otros proyectos en la década de 1970

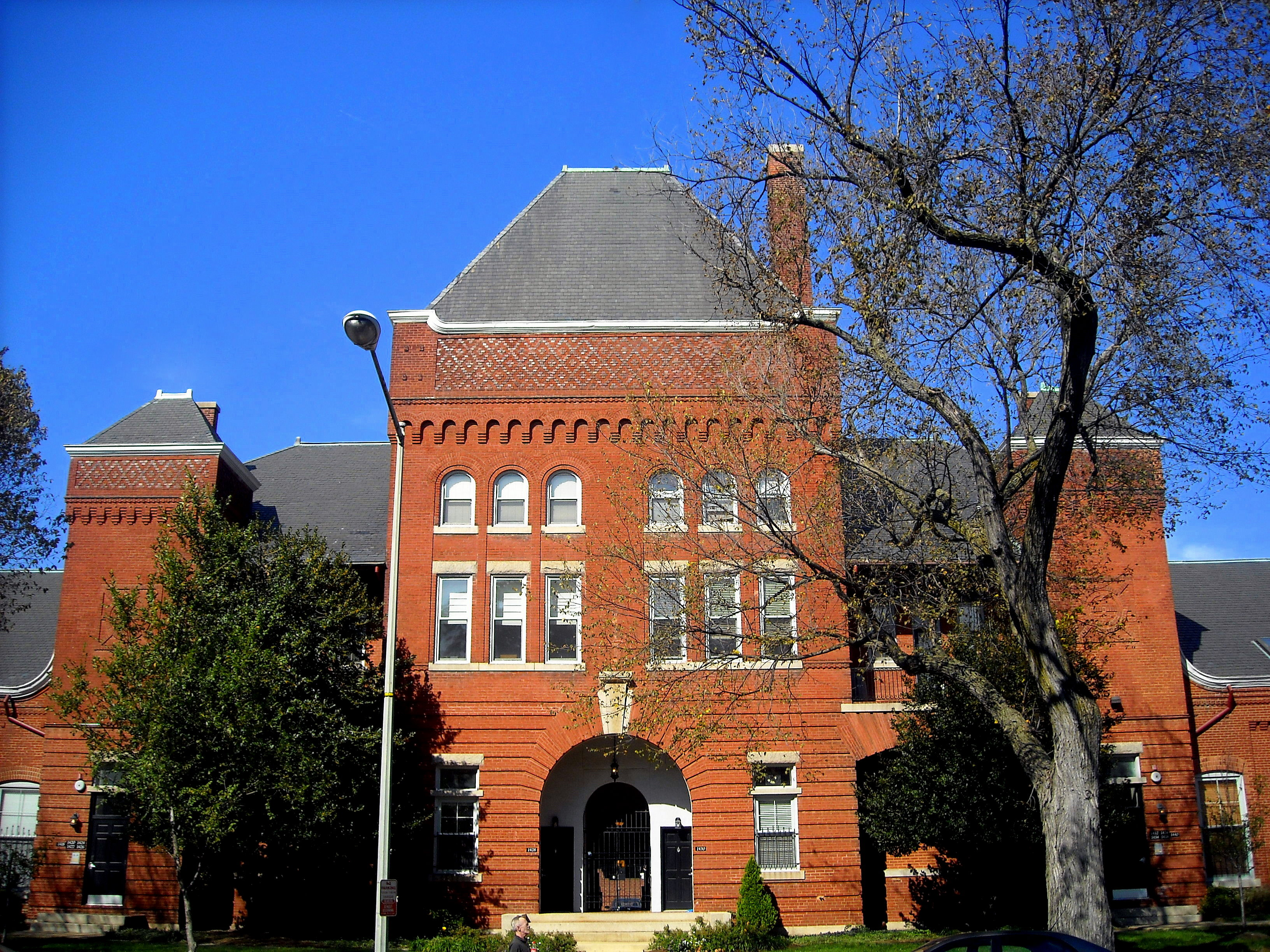
Histórica estación de tranvía, renovada por Koubek en 1979–1980

En febrero de 1976 , Koubek aportó un tercer edificio de oficinas de gran altura a Farragut Square, una estructura de ladrillo y vidrio solarizado con un ático de vidrio y aluminio en el 818 de Connecticut Avenue NW. Su obra masiva, en el 400 de North Capitol Street, uno de los pocos edificios de oficinas que diseñó con una plaza entre dos alas, abrió sus puertas en junio. Su edificio de 12 pisos en el Internacional Square- con sus reveses invertidos por encima de la estación de metro Farragut West Washington, un balcón con columnas no estructurales, un atrio interior, y un explanada menor al nivel del piso- abrió en noviembre. Originalmente solo un edificio de oficinas en una esquina de un bloque de la ciudad se expandió para ocupar casi toda la cuadra, más la adición de dos torres casi idénticas en 1979 y 1980. (El atrio se actualizó y una fuente fue añadida en 1992 ). A dos cuadras al oeste, en abril de 1977 Koubek también diseñó un edificio de oficinas bastante anodino en el 1990 de K NW Street.
Koubek también ayudó a codiseñar la Plaza Metropolitana, un hotel y complejo de oficinas de 12 pisos que ocupa toda la manzana entre las calles F y G NW y la 14 y 15 NW (al este enfrente del edificio del Tesoro). En noviembre de 1977, el desarrollador Oliver T. Carr propuso derribar todo el bloque, que estaba ocupado por el edificio de Bellas Artes Keith-Albee y el Metropolitan National Bank, así como el Rhodes Tavern. Un año de batalla legal y política sobrevino, debido a la lucha de conservacionistas históricos para mantener los tres edificios. Carr finalmente acordó mantener las fachadas del edificio de Beaux-Arts en la calle G y 15. Sin embargo, la batalla para salvar todo el Rhodes Tavern, duró hasta 1983 e involucró a una iniciativa electoral en toda la ciudad y una apelación a la Suprema Corte de los Estados Unidos. Para preservar las fachadas, Carr contrató a Koubek y la firma Skidmore, Owings y Merrill de la ciudad de Nueva York y les asignó el diseño de las entradas de la planta baja y dos pisos superiores que reflejarían, pero no imitaría, el estilo de las fachadas del Beaux-Arts e incorporarían una estructura más moderna detrás de ellas.  La construcción del nuevo edificio comenzó en 1980.

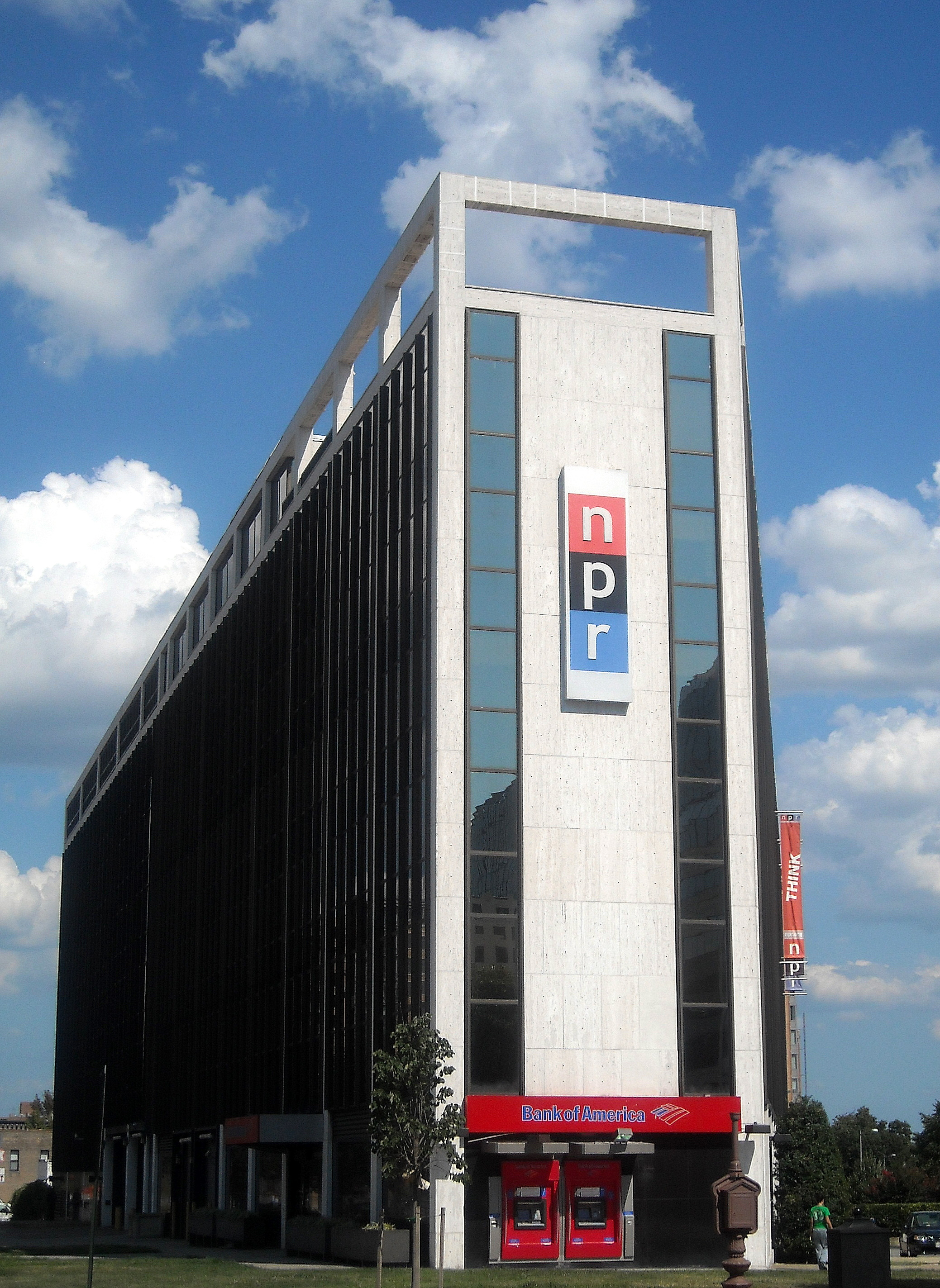
635 de Massachusetts Avenue NW, anteriormente sede de la Radio Pública Nacional, demolido en 2013.

A finales de 1977, Koubek también completó el plano maestro para el complejo de deportes Camden Yards, que expuso los estadios proyectados de béisbol y fútbol, museos, restaurantes, y edificios comerciales en un intento de revitalizar la zona económicamente deprimida de Camden Yards en el centro de Baltimore. En septiembre de 1978, Koubek fue el encargado de diseñar una adición al centro de operaciones del banco American Security en el 635 deMassachusetts Avenue NW. (Radio Pública Nacional compró el edificio en 1992, pero vendió la estructura de vidrio negro y mármol travertino a Boston Properties en 2008. Después de completar el nuevo edificio de la emisora en el 1111 de North Capitol Street en 2013, Boston Properties derribó el 635 de Massachusetts Avenue. Un edificio de clase A para oficinas se erigirá en su lugar en 2015). También en 1978, la estructura de 22 pisos sede de Virginia Electric y Power Company de Koubek en Richmond se inauguró. (En la actualidad se conoce como James River Plaza.) En marzo de 1979, Koubek acordó diseñar las reformas del interior del East Capitol Street Car Barn, una estación de tranvía de 83 años de edad, ubicada en la 14 e East Capitol NE, la cual figura en el Registro Nacional de Lugares Históricos, convirtiendo la antigua edificación en complejo de apartamentos y condominios de  $10 millones. La renovación fue descrita como "sorprendente ". Koubek también participó en la remodelación de Vermont Avenue NW. En junio de 1979, mientras los edificios eran demolidos para la construcción del 1.090 de Vermont Avenue, fue comisionado por el capítulo de DC de la Asociación Médica Estadounidense  para construir un edificio de oficinas de 12 pisos de estilo modernista en el 1100 de Vermont Avenue NW. Un mes más tarde, se inició la construcción del Centro Spring Valley de Koubek, una estructura con un restaurante, tiendas de lujo y oficinas situada en el 4801 de Massachusetts Avenue NW (en el sitio del antiguo teatro Apex). La edificación de ladrillo de seis pisos posmodernista no fue bien recibida. En 1998, un crítico señaló que se trata de "una estructura fácil de disgustar. Revestido con ladrillo y rodeado de marcos de ventanas horizontales, está volumétricamente y dimensionalmente fuera de escala en comparación sus vecinos locales. Continuas paredes planas y detalles minimalista lo hicieron aún menos encantador ". (La estructura fue vendida al Colegio de Leyes de Washington de la Universidad Americana en 1994 después de una larga batalla legal, y fue convertido en aulas y oficinas de profesores.)

### Obras de los 80s

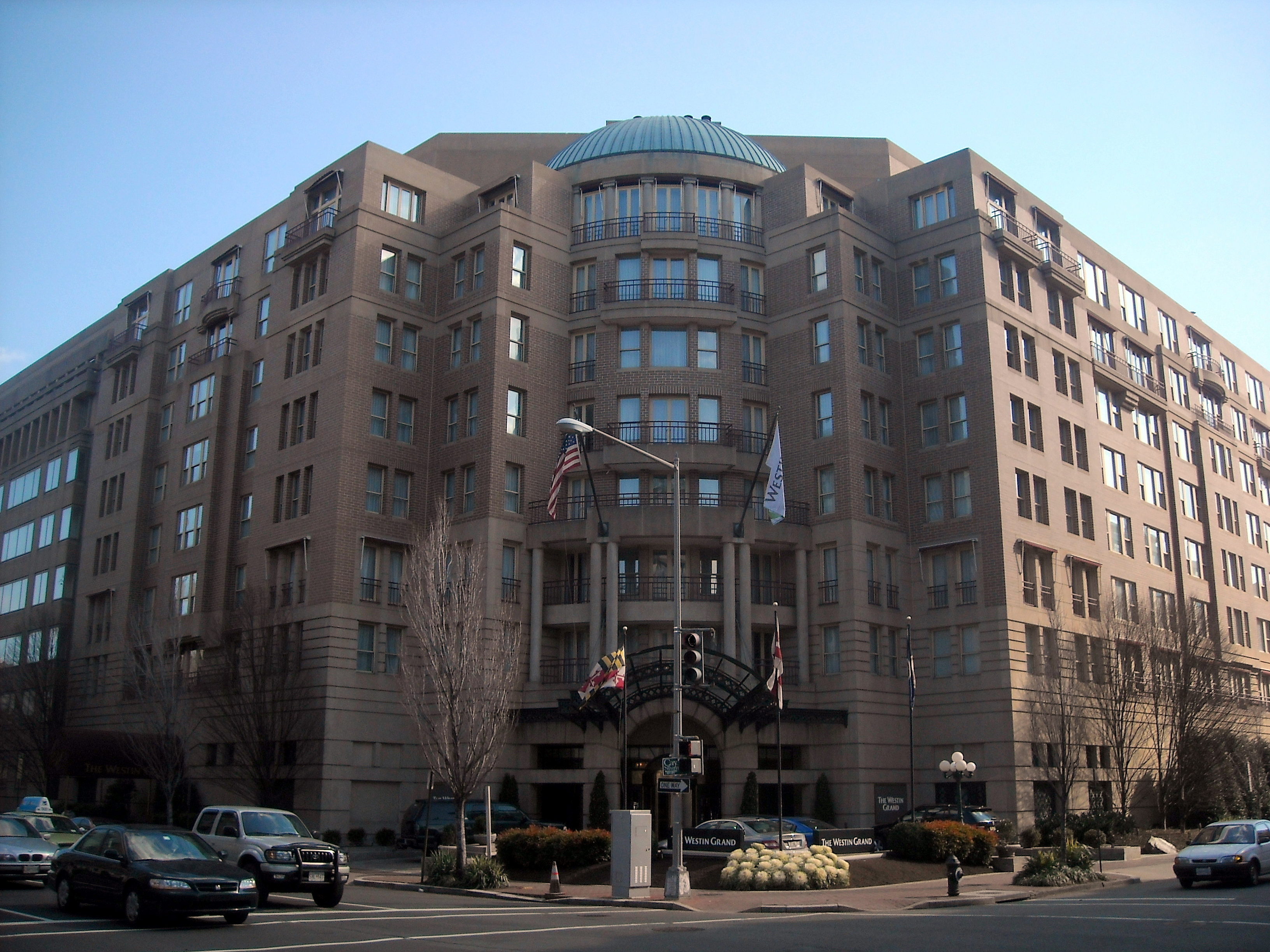
El Westin Grand en 2350 M Street NW, diseñado por Koubek.

Lo último de los proyectos más importantes de Koubek tuvo lugar en la dedada de 1980. En agosto de 1980, inició la construcción del hotel de 18 pisos Hyatt Regency Crystal City (2799 Jefferson Davis Highway) y edificio de oficinas adyacente de 12 pisos  (2687 Clark Street) en Crystal City en Arlington, Virginia. El mismo año, comenzó la construcción de Pentagon City I y Pentagon City II - torres de oficinas gemelas de 12 pisos construidas por Rose Associates antes de la construcción del Centro de Modas en Pentagon City, el centro comercial Pentagon Centre, los condominios Southampton y los condominios de Claridge House. Koubek también fue el arquitecto principal del Capitol Place, un proyecto de 2 acres (0,809371284 ha) y $ 125 millones, en la esquina sureste de F Street NW y New Jersey Avenue NW. El proyecto involucraba la construcción de edificio de oficinas de 13 pisos (ahora la sede de la Federación Americana de Maestros) y un hotel con un atrio de cristal (ahora el Washington Court Hotel). La construcción comenzó en diciembre de 1982, momento en el cual otros dos edificios de oficinas (integrados al primero) habían sido agregados. En 1983, fue completada la construcción de la sede del Union Labor Life insurance Company con paredes de cristal negro en el 111 de Massachusetts Avenue NW. (Comúnmente llamado el "Edificio Darth Vader" por su imponente superficie de color negro, la compañía vendió el edificio al desarrollador Douglas Jemal en 2003). En 1984, Koubek se asoció con el arquitecto Robert Brannen de Brannen / Jung Asociados para diseñar 1615 L Street NW, un edificio de oficinas de 12 pisos con una fachada de dos pisos de ladrillo rojo, coronada por enjutas de vidrio de color verde claro y verde oscuro en las plantas superiores. El edificio fue muy elogiado por el Washington Post por su entrada profundamente empotrada y de doble ancho y su espectacular vestíbulo de dos pisos con siete tipos diferentes de mármol pulido. En 1988, 1615 L Street NW ganó el Premio Tucker de Excelencia, "el premio más prestigioso de la industria de la piedra", por su uso de la piedra en el vestíbulo del edificio y otros interiores. En marzo de 1986, Koubek fue comisionado para diseñar Judiciary Square, un edificio de oficinas de 11 pisos en la parte superior de la estación de metro Judiciary Square. Él diseñó el hotel Westin Georgetown (2350 M Street NW) en 1988 , una estructura que utilizó con éxito grandes paredes de cristal para  "mezclar el exterior con el interior". También diseñó Shockoe Slip (antes Shockoe Plaza), un complejo de siete edificios en E. Cary y Governor Streets en Richmond, Virginia.

### Obras finales

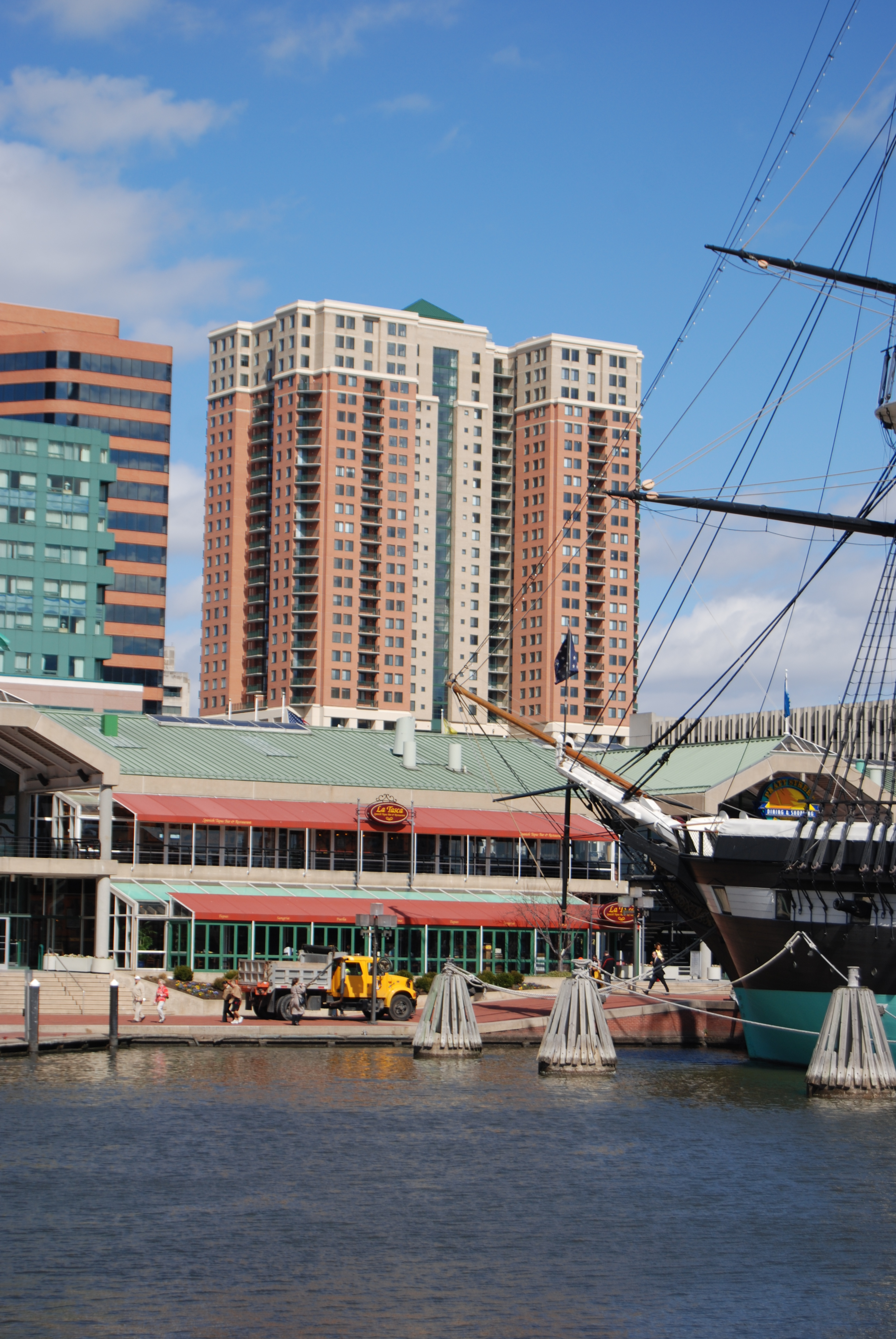
1414 Water Street (El "Water Tower"), uno de los últimos proyectos de Koubek.

Aunque para 1990 Koubek Associates fue el duodécimo estudio de arquitectura más grande en el área de DC-Baltimore, Koubek trabajó personalmente en solo unos pocos proyectos en la década de 1990. Con John V. Yanik AIA como Arquitecto Asociado para el diseño, Koubek fue el arquitecto para la conversión del gimnasio de 1919 en la Universidad Católica de América en el Centro Edward M. Crough de Estudios de arquitectura." En 1990, El capítulo de Washington del Instituto Americano de Arquitectos presentó un Premio al Mérito al Centro y los Arquitectos "Por su extraordinario logro en Arquitectura.". A pesar de que no fue el arquitecto principal del proyecto,  hizo los dibujos de trabajo para la construcción de AARP en 601 E Street NW. También hizo los dibujos de trabajo de la nueva masiva sede de la Corporación Financiera Internacional en el 2121 de Pennsylvania Avenue NW en 1997.
Algunos de sus últimos proyectos fueron el edificio de 13 pisos conocido como Beaux-Arts Holiday Inn Crowne Plaza en 1992 (1001 de 14th Street NW), el condominio postmodernista de 29 pisos en el 100 de Harborview Drive en Baltimore en 1993, y los condominios postmodernistas Water Tower en Baltimore de 33 pisos en el 2000, (en asociación con Sasaki Associates).

## Otras actividades
Además de su trabajo de arquitectura, Koubek realizó servicio cívico a su vez. El y su esposa, Eva, eran ambos altamente activos en la comunidad checa inmigrante en Estados Unidos y especialmente en el área de Washington D. C. En 1990, el presidente checoslovaco Václav Havel asignó a Koubek a una mesa internacional de consultores de 15 miembros. En 1969, el presidente Richard Nixon nombró a Koubek para servir en un panel asesor arquitectónico para la Administración de Servicios Generales. En 1984, Koubek se desempeñó como consultor del Departamento de Estado de los Estados Unidos, en la inspección de las medidas de seguridad en las viviendas del Servicio Exterior de los Estados Unidos en Europa y Asia.
Koubek era una autoridad conocida a nivel nacional en la forma de redactar los documentos de construcción para edificios comerciales. También se convirtió en un multimillonario a través de su obra arquitectónica y por medio de inversiones.

## Últimos años y muerte
Aunque Koubek diseñó más de 100 edificios de apartamentos, condominios, hoteles, edificios de oficinas y centros comerciales durante su larga carrera, solo hizo un puñado de residencias privadas. Él continuó activamente su carrera arquitectónica y su cargo hasta finales de enero de 2003. En el momento de su muerte había diseñados edificios que representaban una inversión total de más de $ 2 mil millones.
El matrimonio de Vlastimil Koubek a Eva Koubek terminó en divorcio. Se casó con Peggy Koubek en 1984. Vlastimil Koubek murió de cáncer el 15 de febrero de 2003, en su casa de Arlington, Virginia.

## Filosofía del diseño
La filosofía arquitectónica de Koubek ha sido descrita como estética y práctica. Debido a que la altura de los edificios en DC se limitó a 130 pies (39.624 m) por la ley y el costo de la tierra era tan alto, los edificios de la ciudad fueron construidos del tamaño máximo posible. "Ya no queda nada por hacer para el arquitecto excepto aplicar lo estético ", dijo Koubek. Koubek limitó lo estético a las necesidades y presupuestos de sus clientes, a menudo cayendo por debajo de la estética en los diseños de Marcel Breuer, IM Pei, y Ludwig Mies van der Rohe. Su trabajo fue descrito como restringido, y un funcionario anónimo de planificación de la ciudad de DC, una vez describió el trabajo de Koubek como "el Skidmore, Owings y Merrill del año pasado."
Koubek defendió su trabajo de las críticas en las que lo catalogaban como estéril, repetitivo y aburrido. "La buena arquitectura ... tiene que encajar en el telar de la ciudad y ser funcional y tener sentido económico. El más maravilloso edificio en el mundo no va a llegar a ser construido si no va a generar dinero." Otros defendieron su trabajo también. Oliver T. Carr, presidente del gigante desarrollador de bienes raíces CarrAmerica, dijo: "Él era bueno. Él era diferente de muchos arquitectos de la época. Sus edificios tenían líneas arquitectónicas limpias, y sin embargo, eran funcionales y prácticos y se ofrecían un buen espacio de trabaj. Para ese período de tiempo, él era un ajuste perfecto."
Koubek no le gustaba mezclar edificios más pequeños y viejos con sus diseños. "No hay lugar para grandes edificios junto a pequeños edificios", dijo a The Washington Post en 1979. También fue crítico de la arquitectura federalista. En una ocasión mordazmente señaló: "Preferieron no comentar en absoluto sobre la arquitectura de Georgetown . Me puedes citar en eso. Me gustaría que lo hicieras."

## Legado
El Auditorio Koubek en el Centro de Estudios de Arquitectura Edward M. Crough de la Universidad Católica de América es en honor a Koubek por sus muchas contribuciones al diseño arquitectónico.
Entre los edificios más notables de Koubek están:
- American Automobile Association (antigua sede en Fairfax, Virginia)[2]
- Sede de la Corporación Financiera Internacional[2]
- Internacional Square[2]
- L'Enfant Plaza Hotel[2]
- Motion Picture Association of America sede[45]
- USF & G Building (ahora la Torre Transamerica)[1]
- World Bank Annex[122]